# Watch Me (Bella Thorne e Zendaya)
Watch Me è una canzone eseguita dalle cantanti statunitensi Bella Thorne e Zendaya. È stata pubblicata il 21 giugno 2011 come singolo promozionale della colonna sonora della serie A tutto ritmo di Disney Channel Shake It Up: Break It Down dalla Walt Disney Records.

## Il brano
Si tratta di un brano teen pop e dance pop suonato in chiave di Do maggiore a tempo di 125 battiti al minuto. È stata scritta e prodotta da Ben Charles, Aaron Harmon e Jim We. Una versione originale della canzone, cantata da Margaret Durante, è inclusa nella colonna sonora e si sente nel primo episodio, messo in onda il 7 novembre 2010 in Nord America, sette mesi prima della pubblicazione del singolo. Le ragazze hanno registrato una cover nell'aprile del 2011, quando sono state twittate diverse foto e notizie. La canzone originale si può sentire in diversi altri episodi di A tutto ritmo.

## Video musicale
Il videoclip, pubblicato su YouTube il 24 giugno 2011, mostra Bella Thorne e Zendaya mentre si divertono a ballare e cantare. Il 17 gennaio 2015, il video ha raggiunto 100 milioni di visualizzazioni su Vevo, ottenendo un Vevo Certified Award. Il videoclip inizia con le due cantanti che, durante un servizio fotografico, sentono suonare della musica. Attraverso una finestra rotta di un magazzino vedono un gruppo di ballerini che ballano la canzone. Così si cambiano, indossando vestiti da ballo colorati, entrano nel magazzino e si uniscono al gruppo di ballerini. Il video è stato mostrato in anteprima il 17 giugno 2011, durante la première della serie A.N.T. Farm - Accademia Nuovi Talenti.

## Classifiche
| Classifica (2011)    | Posizione massima |
| -------------------- | ----------------- |
| US Billboard Hot 100 | 86                |
| US Top Heatseekers   | 9                 |
| US Kid Digital Songs | 1                 |